# Achlyonice gilpinbrowni
Achlyonice gilpinbrowni är en sjögurkeart som beskrevs av Pawson 1965. Achlyonice gilpinbrowni ingår i släktet Achlyonice och familjen Elpidiidae. Inga underarter finns listade i Catalogue of Life.